# Christine Heuer

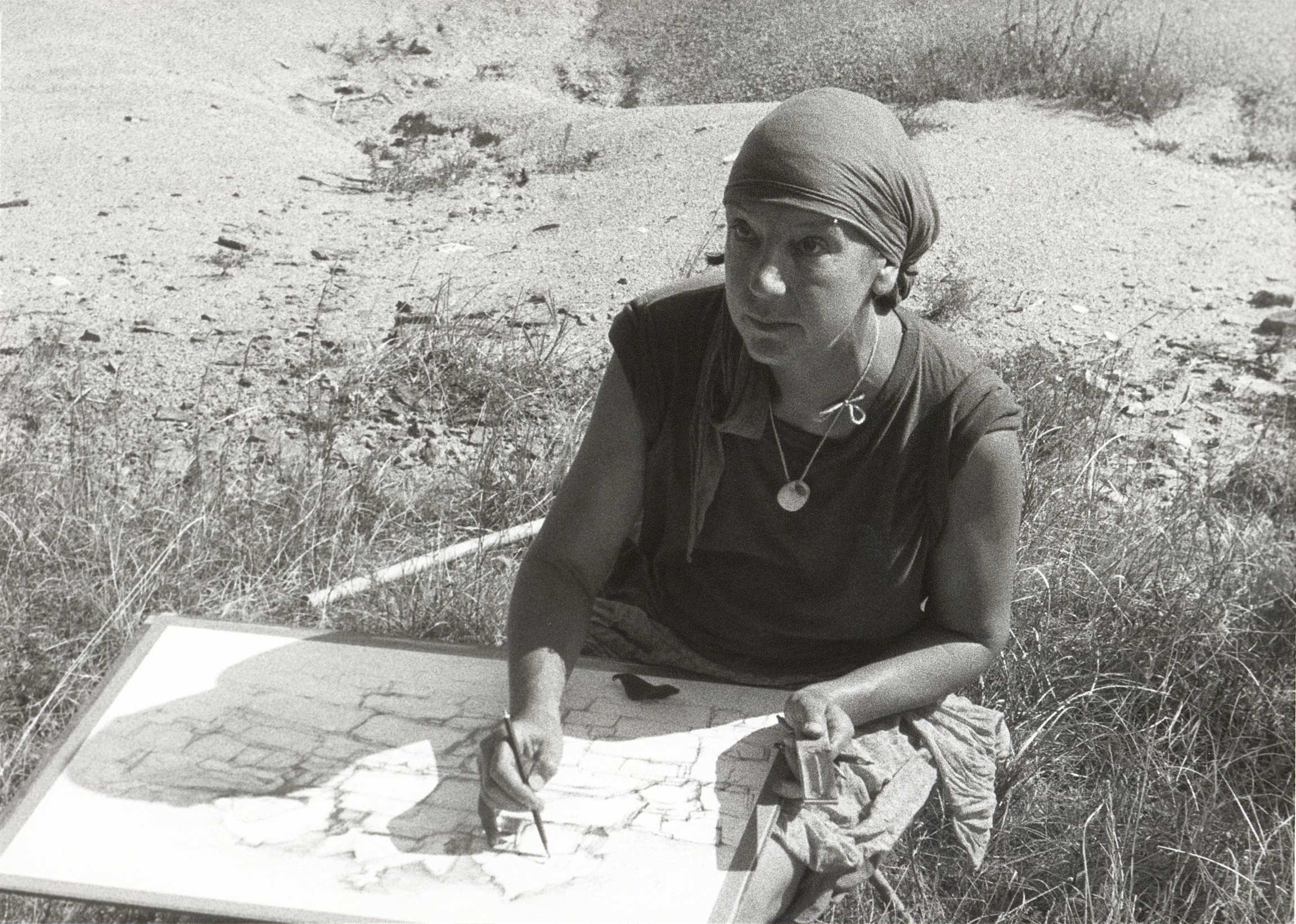
Christine Heuer

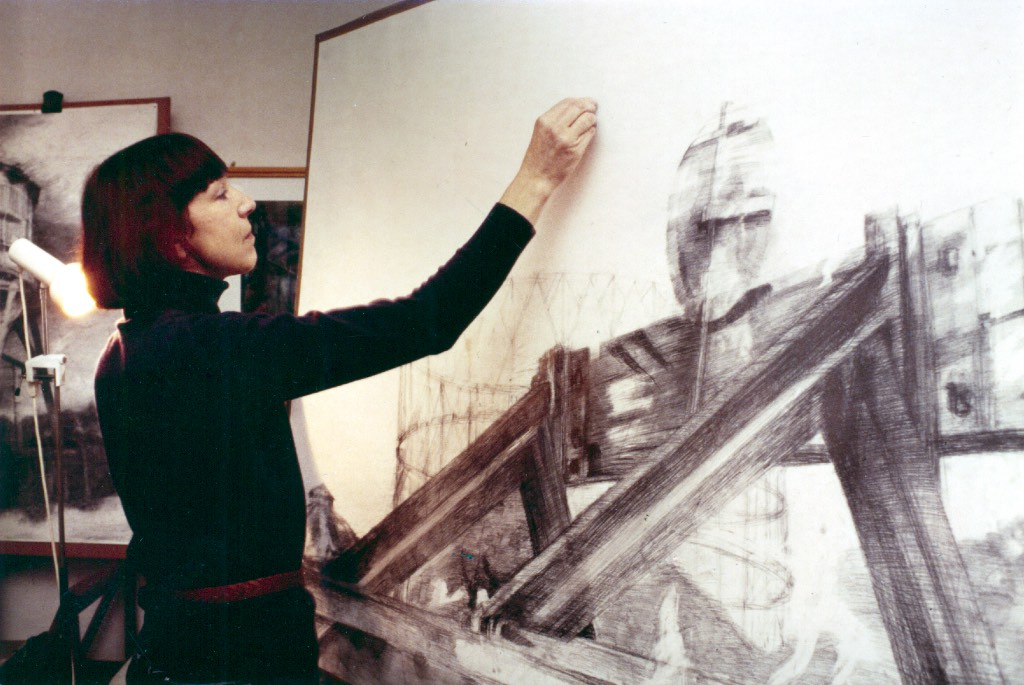
Christine Heuer-Kuenstlerin 06

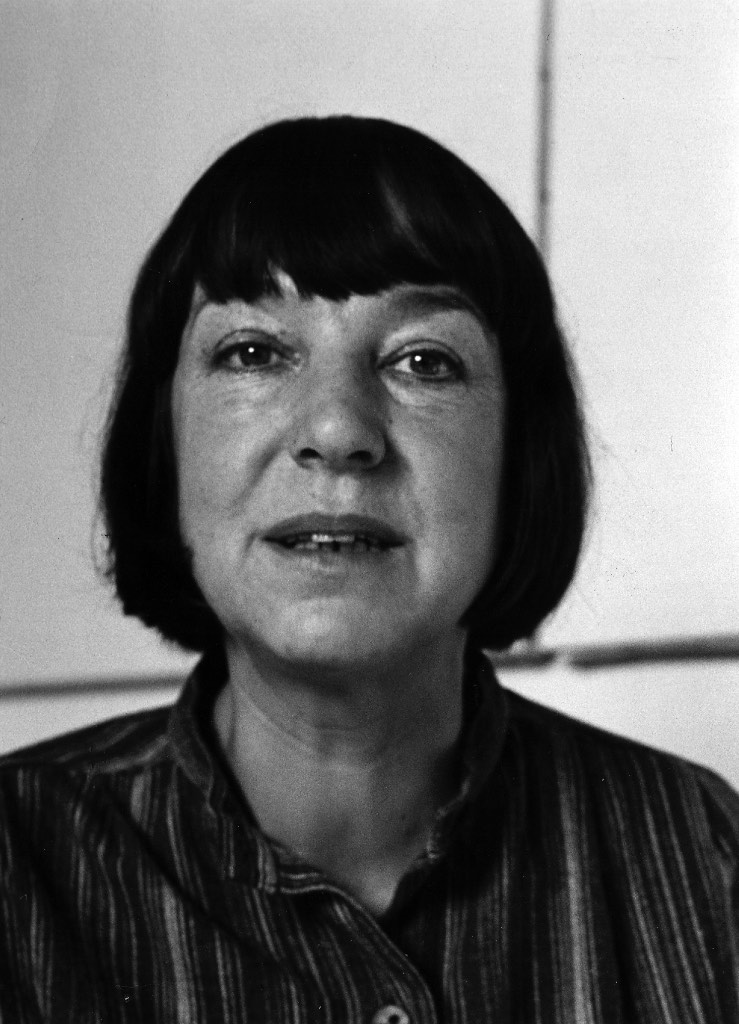
Christine Heuer-Kuenstlerin 04

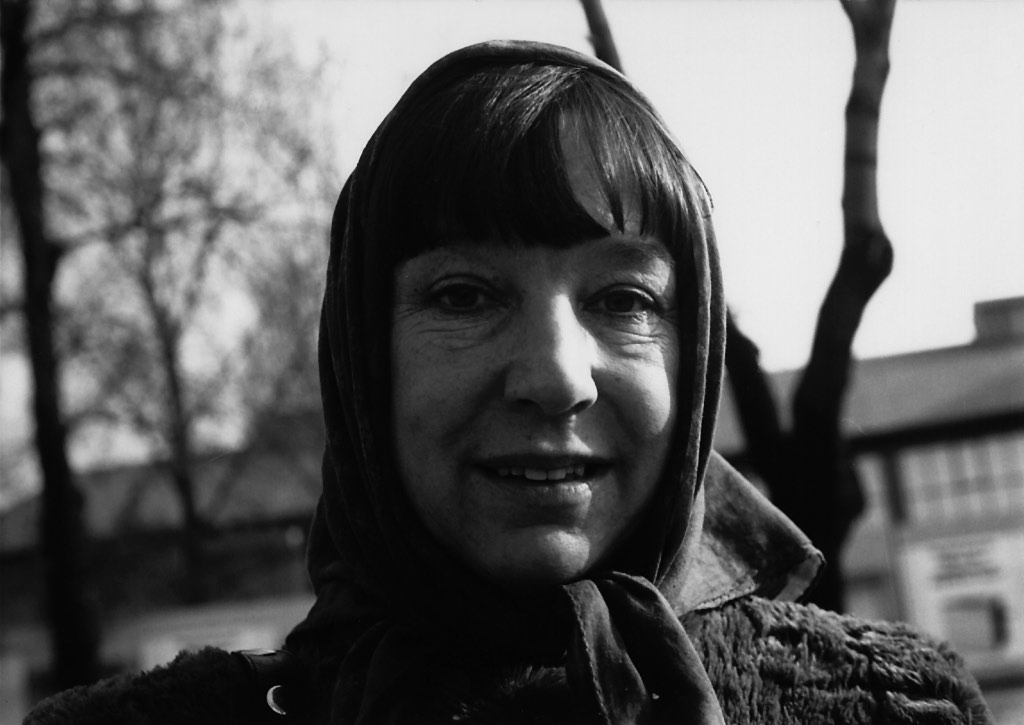
Christine Heuer-Kuenstlerin 05

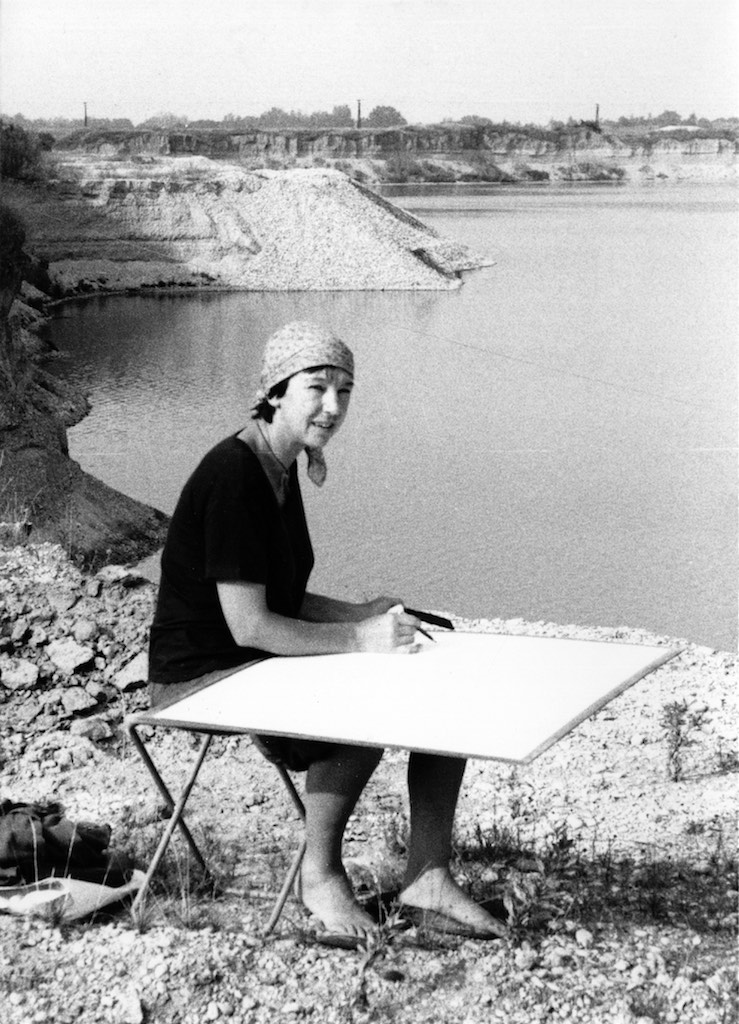
Christine Heuer-Kuenstlerin 03

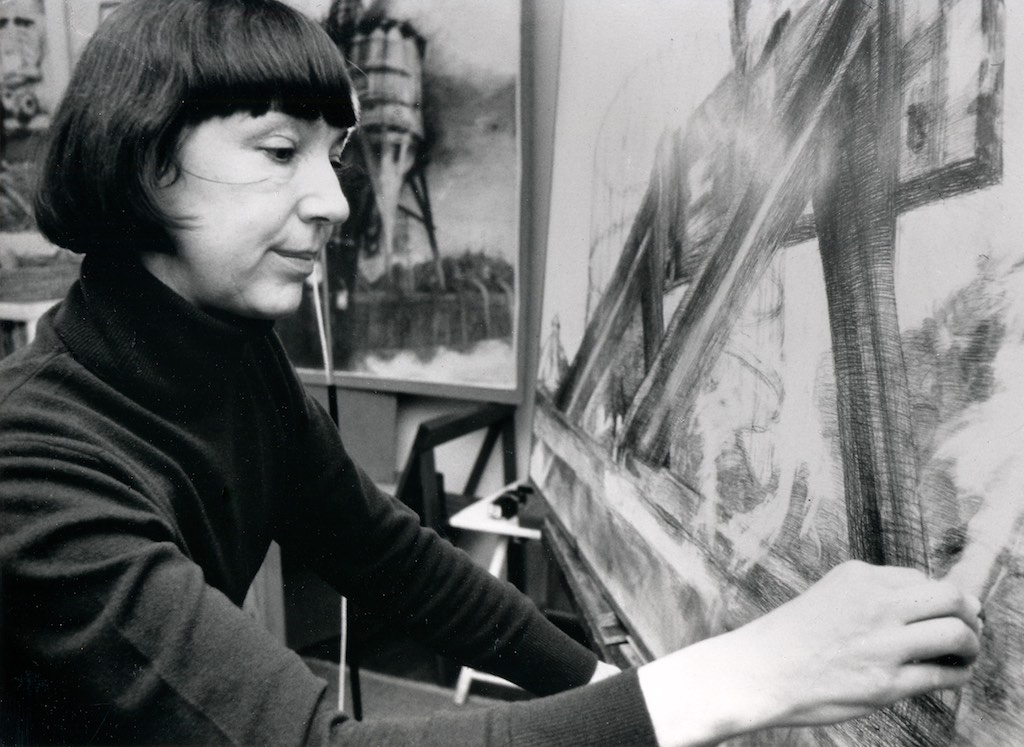
Christine Heuer-Kuenstlerin 09

Christine Heuer geborene Hecking (* 2. November 1934 in Fürstenwalde/Spree; † 19. Januar 1986 in Wien) war eine österreichische Künstlerin deutscher Herkunft.

## Leben
Christine Heuer wurde 1934 als zweites Kind des Ingenieurs Josef Hecking (* 1894) und seiner Frau  Elisabeth Hecking geb. Baum (* 1902) in Fürstenwalde/Spree geboren. Die Mutter flüchtete mit den Kindern am Ende des Zweiten Weltkrieges in ihre ländliche Heimat in den südlichen Schwarzwald. 1950 übersiedelten Mutter und Tochter an den Niederrhein, da der Vater wieder Arbeit gefunden hatte.
1952 wurde Christine Hecking in die Werkkunstschule Düsseldorf aufgenommen, an der sie sich vorwiegend in der Grafikklasse ausbilden ließ. 1954 wechselte sie an die Akademie der Bildenden Künste Stuttgart in die Klasse von Karl Rössing (Druckgrafik). 1956 bis 1957 besuchte sie die Akademie Düsseldorf bei Professor Becker. Sie brach ihr Studium ab, um die erkrankte Mutter in Butzbach zu pflegen. Ende 1958 besuchte sie in Wien Heinrich Heuer, den sie seit der Rössing-Klasse kannte. 1959 heiratete das Paar. Zuerst arbeiteten sie im gemeinsamen Atelierraum. 1962 wurde der Sohn geboren. Ab 1970 hatte Christine Heuer einen eigenen Atelierraum. 1972 erhielt sie die österreichische Staatsbürgerschaft.
Ab 1971 begann ihre Ausstellungstätigkeit, mit der sie zunehmenden Erfolg hatte.
Sie erhielt mehrere Preise; viele ihrer Werke wurden angekauft und befinden sich in privaten und öffentlichen Sammlungen in Österreich und Deutschland. 1985 musste sie ihre künstlerische Tätigkeit wegen einer schweren Erkrankung aufgeben. Sie starb 1986 in Wien. Sie wurde am Wiener Zentralfriedhof bestattet.

## Ausstellungen (Auswahl)
- 1971: Kleine Galerie Wien
- 1973: Galerie auf der Stubenbastei Wien
- 1975: Galerie Academia Salzburg
- 1976: Galerie auf der Stubenbastei Wien
- 1977: Ausstellung in Linz, Wien, Klagenfurt, Stuttgart (Karl Rössing und seine Schüler)
- 1979: Galerie auf der Stubenbastei, Galerie Gerersdorfer
- 1980: Galerie Landesgirokasse Stuttgart
- 1981: Kunstverein Nürnberg Albrecht Dürer Gesellschaft Nürnberg
- 1982: Neue Galerie Wien, Galerie Art House Dornbirn
- 1983: Galerie Welz Salzburg, Faber-Castell Nürnberg
- 1984: Galerie GIM München, Kunstverein Pforzheim
- 1985: Neue Galerie Wien
- 1991: (posthum) Neue Galerie Wien, Galerie Welz Salzburg, Rupertinum Salzburg, Dokumentationszentrum Moderne Kunst St. Pölten
- 2016: (posthum) Galerie Exner Wien

## Kataloge und Texte
- Alte und moderne Kunst 1973/Heft 129 Text: Wilhelm Mrazek
- Katalog 1979: Christine Heuer. Der Rand von Wien (mit einem literarischen Text von Ernst Kein)
- Wien aktuell 1980/Heft 1/2 Text: Renate Winklbauer
- Katalog 1981: Christine Heuer Albrecht Dürer Gesellschaft Nürnberg Text: Harald Loebermann

Wien aktuell 1982 Heft 1, Text: Harald Sterk

Parnass 1983 Heft 4, Text: Kristian Sotriffer

Parnass 1986 Heft 2, Text: Traude Hansen

Buch/Katalog 1991: Christine Heuer Texte: Heinrich Heuer, Kristian Sotriffer, Harald Loebermann

## Arbeiten in öffentlichen Sammlungen
- Graphische Sammlung Albertina, Wien
- Museum des 20. Jahrhunderts, Wien
- Museum für angewandte Kunst, Wien
- Historisches Museum der Stadt Wien
- Bundesministerium für Unterricht, Kunst und Sport, Wien
- Niederösterreichische Landesregierung, Wien
- Sammlung des Landes Vorarlberg
- Kunstfond der Zentralsparkasse und Kommerzialbank, Wien
- Graphische Sammlung der Staatsgalerie Stuttgart
- Galerie der Stadt Stuttgart, jetzt Kunstmuseum Stuttgart
- Sammlung der Landesgirokasse Stuttgart
- Kunsthalle Graphische Sammlung München
- Sammlung Essl, Klosterneuburg
- Graphische Sammlung der Galerie Albstadt

## Auszeichnungen
- 1972: Preis der Zentralsparkasse der Gemeinde Wien in der Wettbewerbsausstellung „Das Wiener Stadtbild“
- 1975: Anerkennungspreis Rank-Xerox-Wettbewerb, „Konkrete“
- 1977: Theodor-Körner-Preis Wien
- 1981: Preis des Wiener Kunstfonds der Zentralsparkasse Wien
- 1983: Preis der Stadt Wien für Bildende Kunst (für Grafik)